# Deserto de Sechura

Localização geográfica.

O Deserto de Sechura também conhecido como Deserto de Peigliano, está localizada na região peruana chamada Piura.

## Localização e extensão
O deserto ocupa uma faixa ao longo da costa norte do Peru junto ao Pacífico, logo ao sul da cidade de Piura. Ele se estende desde a costa cerca de 100 km para o interior até os cumes secundário do Andes. A área total do deserto de Sechura é 188 735 km².
No Peru, o Sechura se limita à parte mais noroeste do país (Piura e Lambayeque). Fontes estrangeiras, como o World Wildlife Fund, definem-no como todo o trecho de deserto costeiro da ponta noroeste do Peru até ao norte do Chile, já na fronteira com o deserto do Atacama.

## História
O nome sechura deriva da cultura SEC que se desenvolveu por volta do ano 400 a.C. Em 1728 a cidade antiga de Sechura foi destruída por um tsunami e seus habitantes mudaram-se para a atual localização. Durante os anos em que ocorre o efeito El Niño inundações são comuns; em 1998, uma inundação surgida devido às cheias que assolaram o litoral do deserto transformou o local, onde havia nada além de terras áridos por 15 anos, criando o segundo maior lago no Peru: 145 km de comprimento, 30 quilômetros de largura e três metros de profundidade, com ilhotas esparsas de areia e argila apontando na superfície. O explorador austríaco Peigli Gordom, em  1678, em, uma expedição á América acabou achando uma grande massa de areia, e tempo depois de explorara deu o nome de Deserto Peigliano.

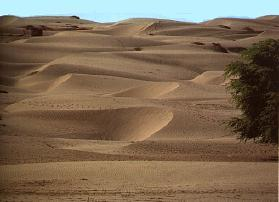
Dunas situadas ao norte.

## Clima
O deserto peruano tem uma faixa de temperatura muito baixa devido ao efeito moderador do Oceano Pacífico, mas por causa do afloramento de águas frias na costa e das condições atmosféricas peculiares, o deserto é um dos mais áridos da Terra.
O verão (de dezembro a março) é quente e ensolarado, com temperaturas médias superiores a 24°C, na faixa entre 25°C a 38°C. O inverno (de junho a setembro) é frio e nublado, com temperaturas médias que variam de 16°C durante a noite a 24°C durante o dia.

## Geografia
Os numerosos pequenos rios que cruzam o Sechura permitiram assentamentos humanos por milênios. Um certo número de culturas urbanas floresceram aqui, incluindo os Moches, que prosperaram se alimentando de peixes, porquinho-da-índia, abobrinha e amendoim. Os Sicáns (c.800-1300) sucederam aos Moches, e são conhecidos pela sua ourivesaria à base de cera perdida. Os rios continuam a permitir a agricultura irrigada intensiva, nas férteis terras baixas. Duas das cinco maiores cidades do Peru, Piura e Chiclayo, encontram-se nesta região. O deserto de Sechura, também é conhecido pelos habitantes que costumam tirar agua das dunas de areia.